# Giovanni Nardi
Giovanni Nardi, noto con il nome di battaglia Caio (Riolo Terme, 1º aprile 1923 – Casetta di Tiara, 8 maggio 1944), è stato un partigiano italiano.

## Biografia
Studente, prese parte alla lotta antinazista dapprima in Istria, dove si trovava a combattere al momento dell'Armistizio di Cassibile, e successivamente nell'Imolese. Qui fu tra i primi organizzatori della Resistenza e fu nominato comandante della Brigata Garibaldi che successivamente avrebbe assunto la denominazione di 36ª Brigata Garibaldi "Alessandro Bianconcini".
Fu ucciso l'8 maggio 1944 in un'imboscata nazifascista nella frazione di Casetta di Tiara, nei pressi di Palazzuolo sul Senio. Secondo la testimonianza del parroco di Casetta di Tiara, Caio fu dapprima ferito e successivamente finito con un colpo alla nuca. Complessivamente, nell'agguato morirono otto partigiani.